# HD177382
HD177382 — хімічно пекулярна зоря спектрального класу
A5 й має видиму зоряну величину в смузі V приблизно  9,5.

## Пекулярний хімічний склад
Зоряна атмосфера HD177382 має підвищений вміст 
Eu
.